# Dacia 1300
Dacia 1300 — семейство автомобилей, выпускавшихся румынским автопроизводителем Dacia. Основа модели — французский автомобиль Renault 12. Число «1300» в названии говорит об объёме устанавливаемого двигателя.

## История
Первая собранная Dacia 1300 покинула завод 23 августа 1969 года.
В 1981 году Питештским институтом проблем высшего образования был изготовлен экспериментальный двигатель "Дачия-1300", работающий на биогазе (в дальнейшем, работы были продолжены с целью создать работающий на биогазе двигатель для сельскохозяйственного колёсного трактора).
21 июля 2004 года последний седан Dacia 1310 под номером 1 959 730 вышел за пределы завода в румынском городе Миовени, всего за месяц до 35-летнего юбилея с начала выпуска.

## Dacia 1300

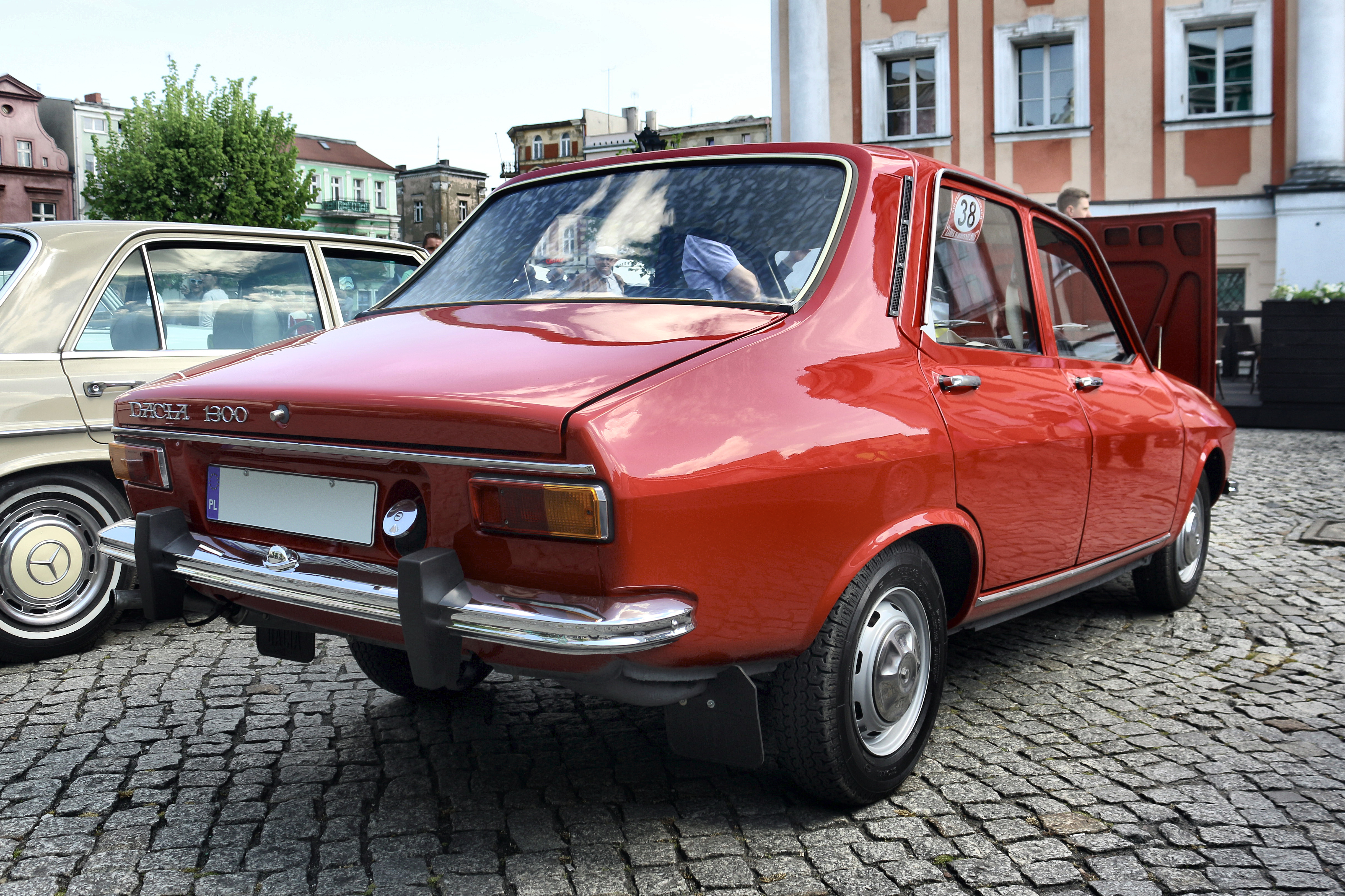
Седан Dacia 1300, вид сзади

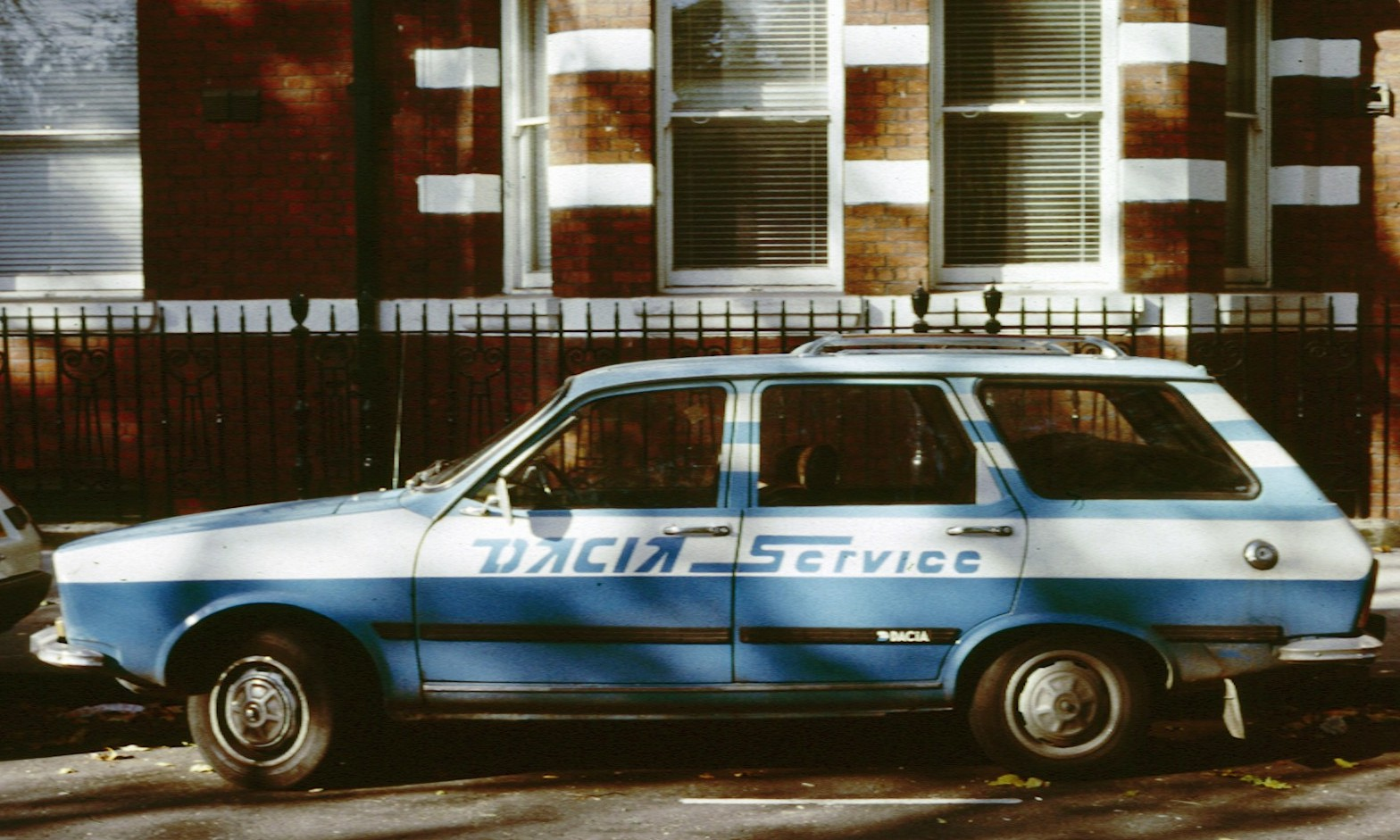
Универсал Dacia 1300

Румынским правительством в середине 1960-х годов было принято решение о приобретении оснастки и базовой конструкции современного западного автомобиля, чтобы начать выпуск своего собственного автомобиля для страны. Автомобиль не должен быть достаточно дорогим, удобным для большой семьи, но на него не должен был устанавливаться двигатель объёмом не более 1,3 л. Предложения о сотрудничестве поступили от компаний Alfa Romeo, Fiat, Austin и других, однако в качестве базовой конструкции был выбран Renault 12. Решение в пользу французского автомобиля в значительной степени было политическим, но тем не менее достаточно рациональным. Большая часть выпущенных автомобилей экспортировались в страны Восточного блока, а также в Южную Америку, Канаду, Китай и Северную Корею, Великобританию и Нидерланды. На момент начала производства на заводе в Миовени автомобиль Renault 12 являлся всего лишь прототипом, поэтому в качестве временной меры Renault предложил CKD-сборку модели Renault 8. В течение нескольких лет выпускалась модель Dacia 1100, пока одновременно с Renault 12 в 1969 году не началась сборка модели 1300. В течение первых нескольких лет производства завод собирал автомобили по технологии CKD из французских комплектующих. На момент своего запуска модель 1300 была современным автомобилем, обладающим комфортом, безопасностью, достаточной мощностью и надежностью; находилась на уровне других моделей, выпускаемых в странах Восточного блока 1960—1970-х годов, включая автомобили Skoda, ВАЗ, Москвич, Wartburg и другие.
Внешний вид модели 1300 неоднократно менялся в попытках сохранить интерес потребителей, однако базовая конструкция сохранялась в течение всех 35 лет производства. Хотя мощность и расход топлива постепенно улучшились, однако после прекращения импорта CKD-комплектов качество материалов не всегда оставалось высоким; коррозия кузовных панелей стала главной проблемой модели. У этой модели никогда не было таких опций, как кондиционер, подушки безопасности или антиблокировочная система.
Было выпущено несколько пикапов, собранных из оригинальных седанов и универсалов, а также менее популярные двухдверное купе и ещё более редкий лифтбэк.

## Dacia 1310

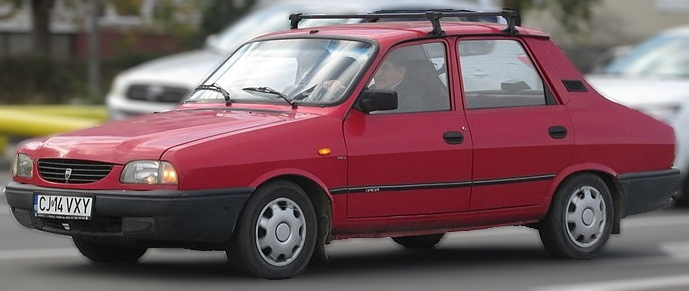
Модель поздних лет выпуска

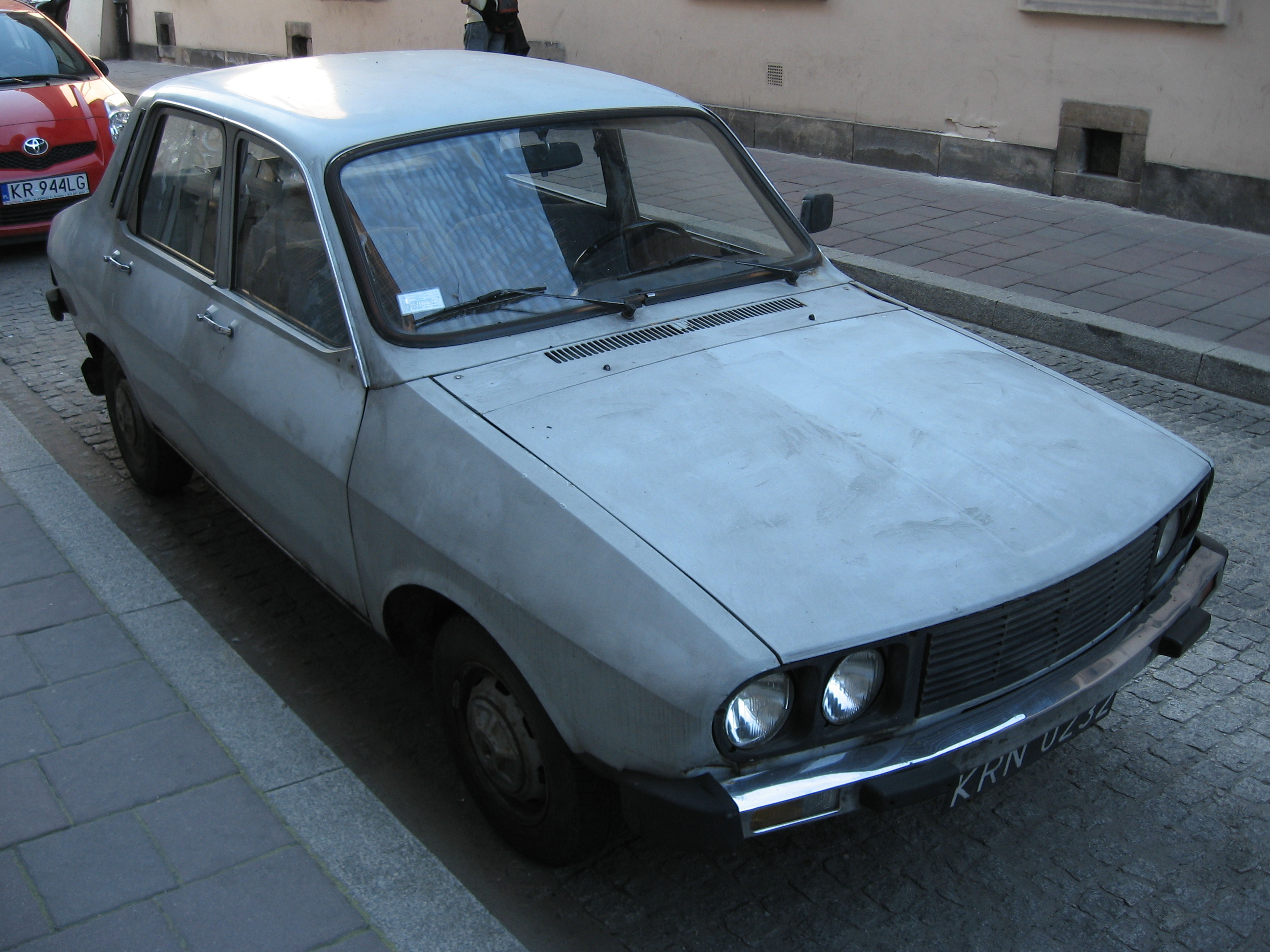
Седан Dacia 1310, Краков

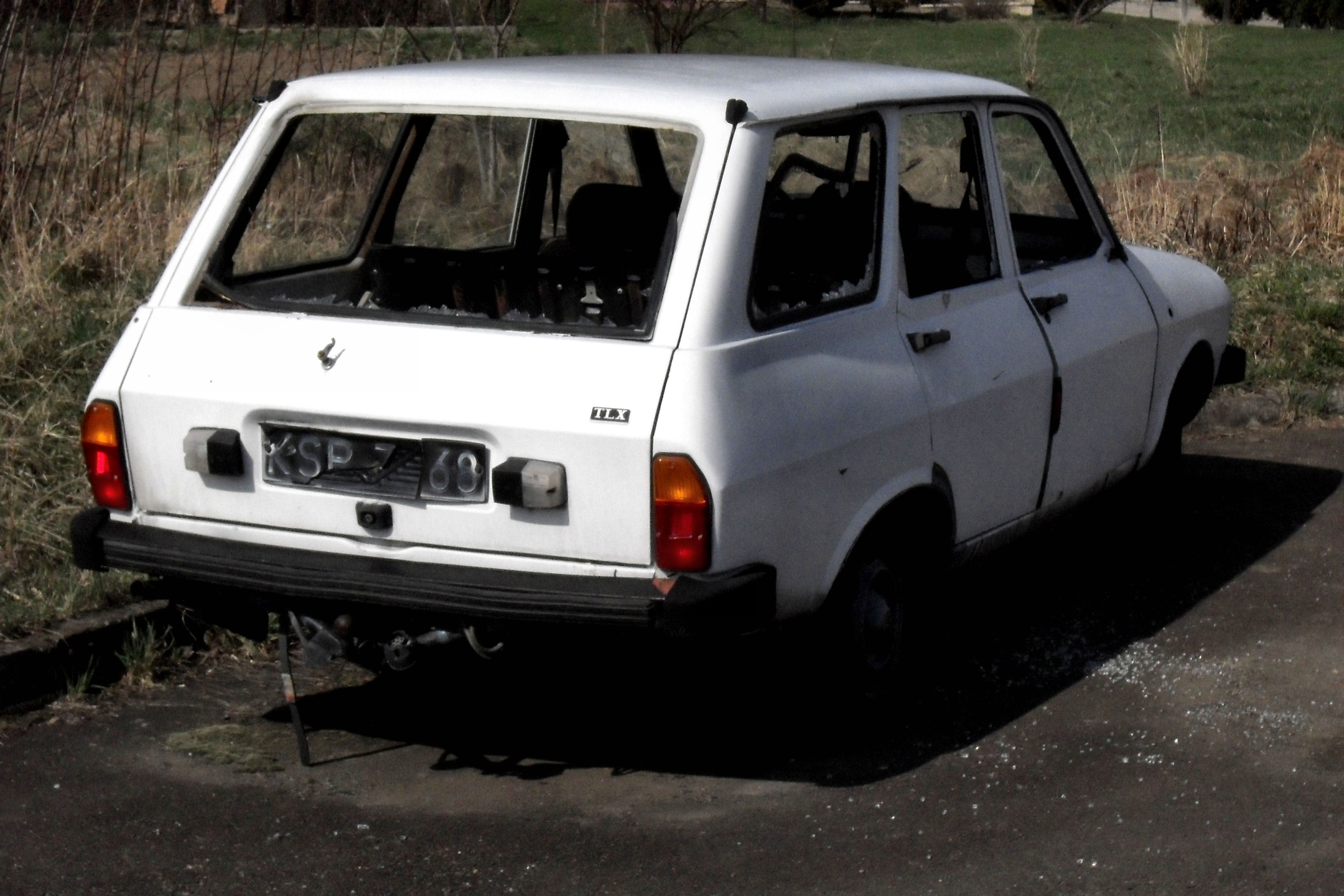
Универсал Dacia 1310, Ясло

В 1979 году Dacia представила обновленную версию 1300 на Бухарестском автосалоне.
В 1982 году название модели было изменено на Dacia 1310, а позже также появилось «1410», «1210» и несколько других. Новые версии Dacia Pick-Up появились в 1981 году. В 1983 году снова был обновлен весь модельный ряд. В этот же год была выпущена спортивная модель в кузове купе, названная 1410 Sport. В 1987 году была выпущена модель в кузове лифтбэк, Dacia 1320. На 1989 год производство обновленного седана 1310, фургона и универсала было окончено, хотя выпуск пикапа и лифтбэка продолжался до 1990 года.
В 1989 году было выпущено новое поколение Dacia 1310 в кузовах универсал и седан. Это была незначительная модификация предыдущего поколения с новыми фарами. Лифтбэк, названный Dacia 1325 Liberta был представлен в 1990 году. Новая модель пикап появилась в 1992 году. Таким образом, к 1993 году была представлена полностью обновленная линейка Dacia 13xx.
Разработанная в 1960-х годах, модель устарела, и её шасси уже не соответствовала стандартам безопасности 1980-х и 1990-х годов. По этой причине Dacia начала разработку смены модели в 1980-х годах. Однако, финансовые и политические неудачи позволили выпустить замену только в 1994 году, к тому времени она уже успела устареть. Позже модель развилась до Dacia SupeRNova и Dacia Solenza. Несмотря на это, новые модели хоть и имели лучшую управляемость и большую мощность, они не смогли полностью сменить 1310 из-за более высокой стоимости и других причин. Полноценная замена, Dacia Logan, появилась только в 2004 году.

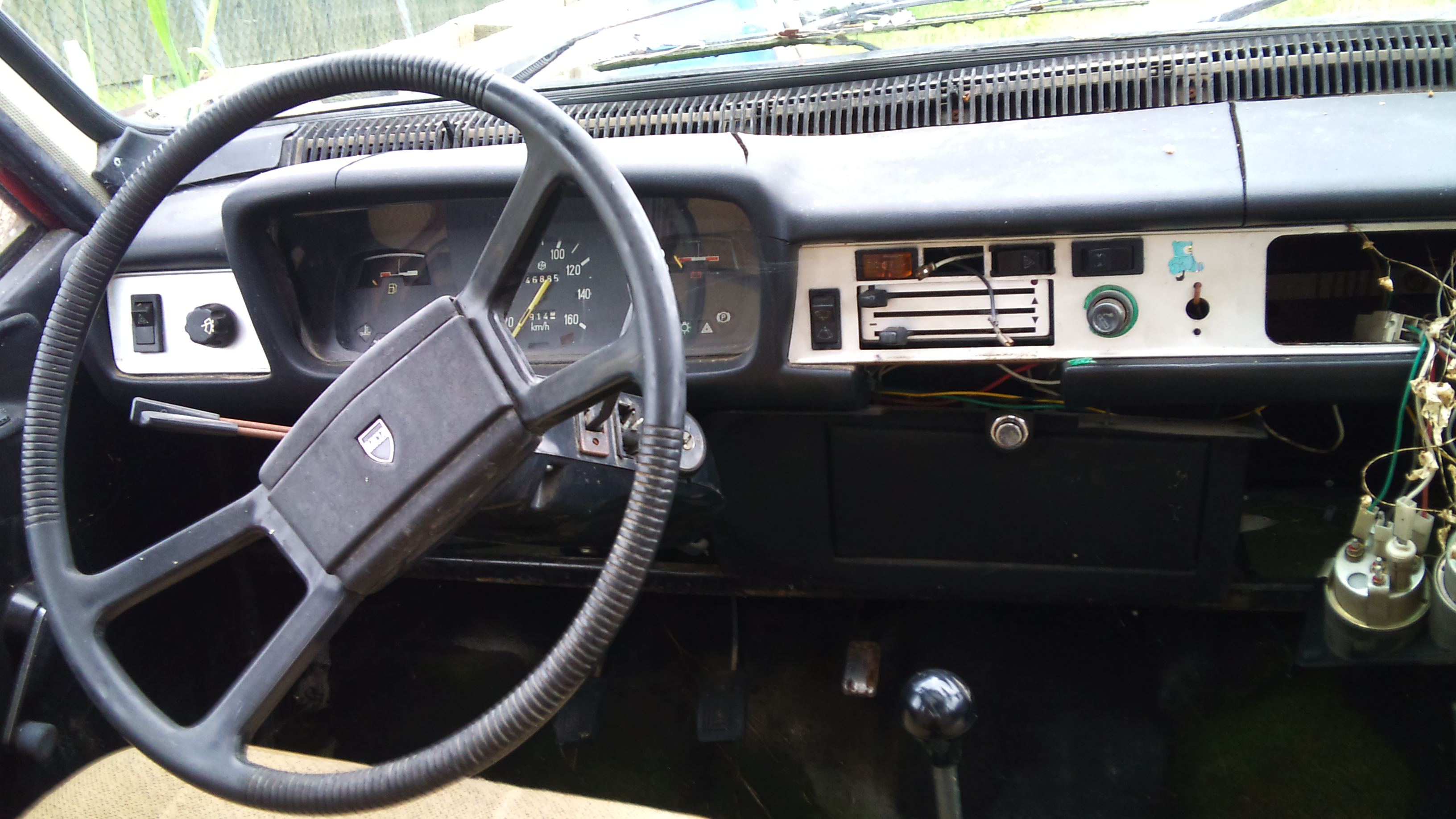
Интерьер Dacia 1300

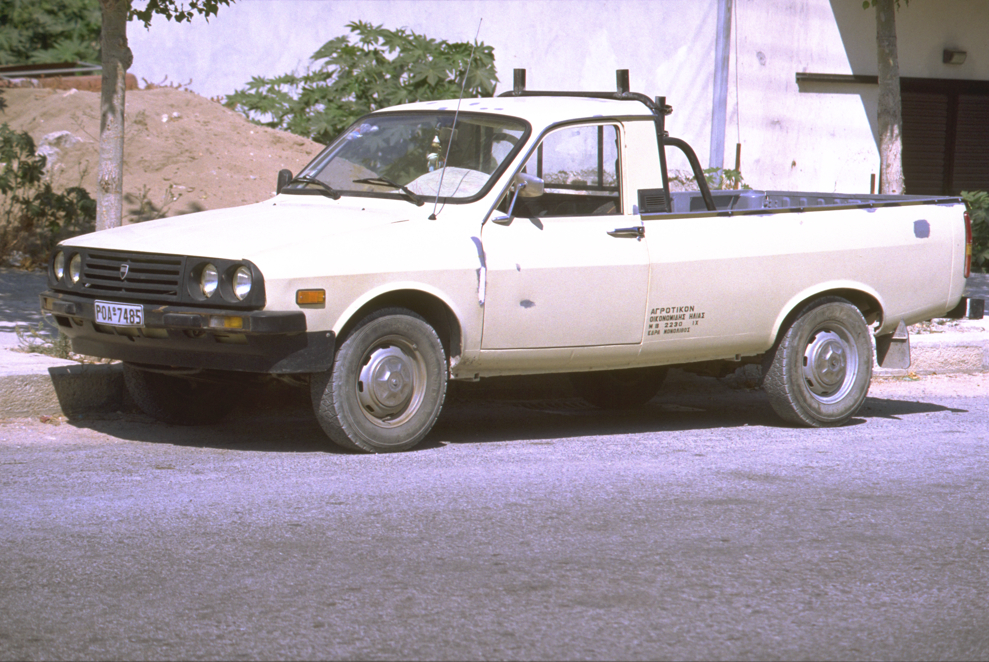
Пикап Dacia 1310, 1991

В 1999 году Dacia была вынуждена снова обновить модель 1310. Выпуск лифтбэка Liberta был окончен в 1996 году, но производство седана и универсала продолжалось до 2004 года. Пикап выпускался до декабря 2006 года. Последняя модель 1310 в кузовах седан и универсал была названа «Berlina» и «Break», соответственно.
В стремлении идти в ногу с современными стандартами, последняя версия оснащалась системой впрыска топлива и каталитическим нейтрализатором, отвечающим стандарту Евро 2.
Начиная с 1969 года, когда началось производство оригинальных моделей, постоянное изменение формы и габаритов привели к тому, что 1310 стал седаном компактного размера, хотя в начале его выпуска он считался среднеразмерным. Как ни странно, в течение нескольких месяцев в 2004 году Dacia предлагала одновременно три разные модели небольших седанов.
Модель заработала солидный объём продаж вплоть до последнего дня производства, в основном благодаря низкой цене, простоте и недорогому обслуживанию. В 2004 году седан («Berlina») и универсал («Break») имели стоимость 4100 и 4250 евро, соответственно.

## Двигатели
| Модель    | Название двигателя | Объём    | ГБЦ             | Мощность                          | Крутящий момент        | Макс. скорость | Расход топлива |
| --------- | ------------------ | -------- | --------------- | --------------------------------- | ---------------------- | -------------- | -------------- |
| 1210      | 103.00             | 1185 см³ | 8-клапанная OHV | 48 л. с. (36 кВт) при 5250 об/мин | 80 Нм при 3000 об/мин  | 138 км/ч       | 6,6 л/100 км   |
| 1300/1310 | 810.99             | 1289 см³ | 8-клапанная OHV | 54 л. с. (40 кВт) при 5250 об/мин | 96 Нм при 3300 об/мин  | 145 км/ч       | 7,5 л/100 км   |
| 1310/1410 | 102.14             | 1397 см³ | 8-клапанная OHV | 58 л. с. (43 кВт) при 5250 об/мин | 102 Нм при 3000 об/мин | 142 км/ч       | 7,2 л/100 км   |
| 1310/1410 | 102.13             | 1397 см³ | 8-клапанная OHV | 62 л. с. (46 кВт) при 5250 об/мин | 102 Нм при 3000 об/мин | 142 км/ч       | 7,2 л/100 км   |
| 1310i     | 102.41             | 1397 см³ | 8-клапанная OHV | 62 л. с. (46 кВт) при 5250 об/мин | 102 Нм при 3000 об/мин | 142 км/ч       | 7,2 л/100 км   |
| 1310/1410 | 106.00             | 1557 см³ | 8-клапанная OHV | 72 л. с. (54 кВт) при 5000 об/мин | 125 Нм при 2500 об/мин | 160 км/ч       | 7,9 л/100 км   |
| 1310i     | 106.02             | 1557 см³ | 8-клапанная OHV | 72 л. с. (54 кВт) при 5000 об/мин | 125 Нм при 2500 об/мин | 160 км/ч       | 7,9 л/100 км   |

## В массовой культуре
- В фильме Тесты для настоящих мужчин используется героями для поездки на дачу.
- В игре PUBG выступает в качестве транспортного средства.